# Kardam (Targovisjte)
Kardam (Bulgaars: Кардам) is een dorp in het noordoosten van Bulgarije. Het is gelegen in de gemeente Popovo, oblast Targovisjte. Het dorp ligt hemelsbreed 27 km ten noordwesten van Targovisjte en 251 kilometer ten noordoosten van Sofia. Op 31 december 2019 telde het dorp Kardam 1.349 inwoners.

## Bevolking
Op 31 december 2019 telde het dorp Kardam 1.349 inwoners, een halvering sinds de volkstelling van 1934 (zie: onderstaande grafiek).
| Bevolkingsontwikkeling tussen 1934 en 2019          |
| --------------------------------------------------- |
|                                                     |
| Bron: Nationaal Statistisch Instituut van Bulgarije |

Het dorp Kardam heeft een gemengde bevolking. De bevolking bestond in 2011 voor de meerderheid uit etnische Bulgaren (55%), gevolgd door een grote groep van de Roma (30%) en de Bulgaarse Turken (15%).
| Etnische samenstelling van de respondenten (2011) | Etnische samenstelling van de respondenten (2011) | Etnische samenstelling van de respondenten (2011) | Etnische samenstelling van de respondenten (2011) | Etnische samenstelling van de respondenten (2011) |
| ------------------------------------------------- | ------------------------------------------------- | ------------------------------------------------- | ------------------------------------------------- | ------------------------------------------------- |
|                                                   |                                                   |                                                   |                                                   |                                                   |
| Bulgaren                                          | Bulgaren                                          |                                                   | 55,0%                                             | 55,0%                                             |
| Turken                                            | Turken                                            |                                                   | 14,5%                                             | 14,5%                                             |
| Roma                                              | Roma                                              |                                                   | 30,3%                                             | 30,3%                                             |
| Anders/Onbekend                                   | Anders/Onbekend                                   |                                                   | 0,2%                                              | 0,2%                                              |

## Afbeeldingen

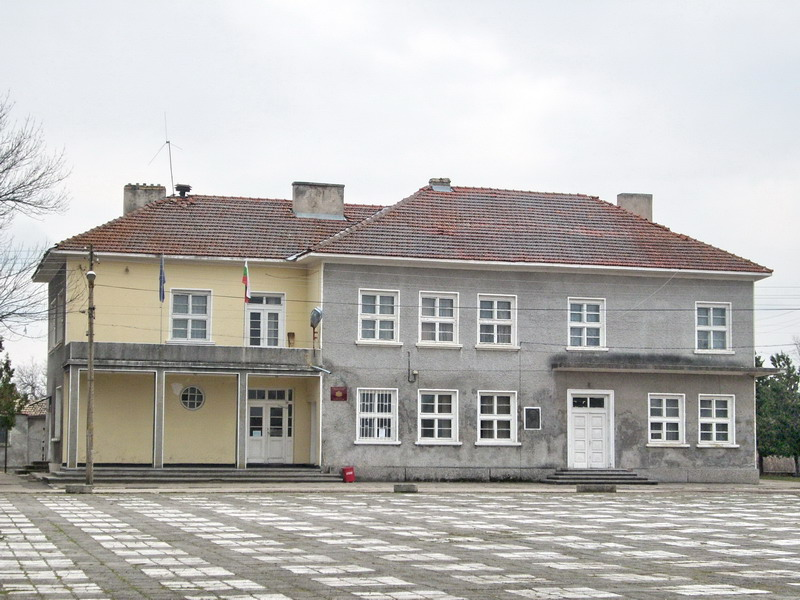
Het burgemeesterskantoor en het gemeenschapscentrum in Kardam
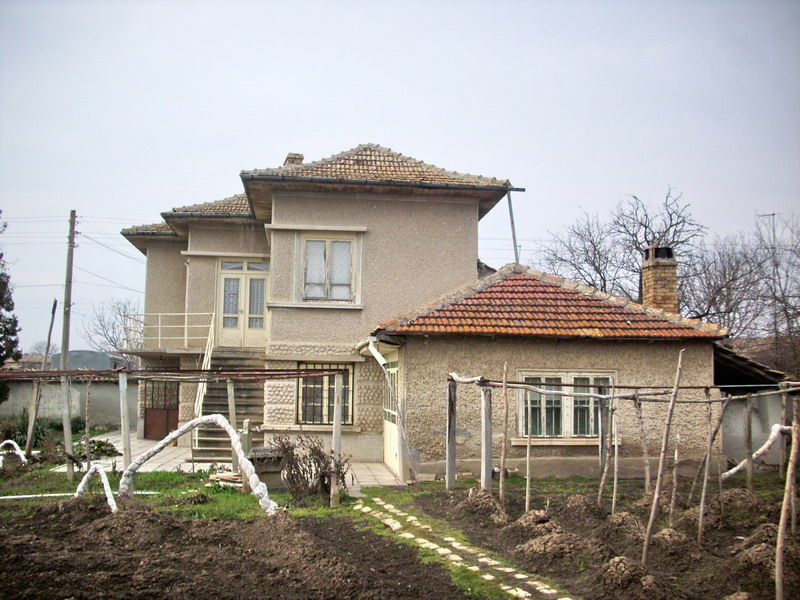
Een huis in Kardam
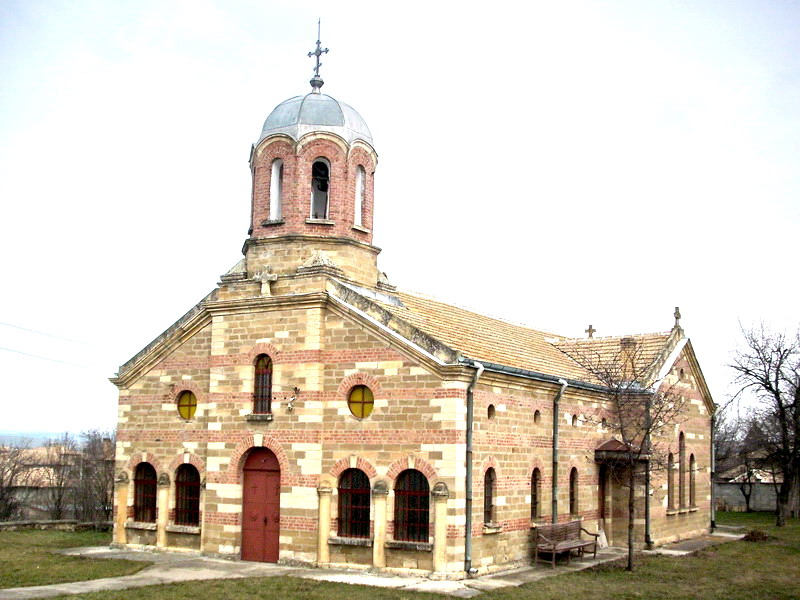
De kerk van Kardam
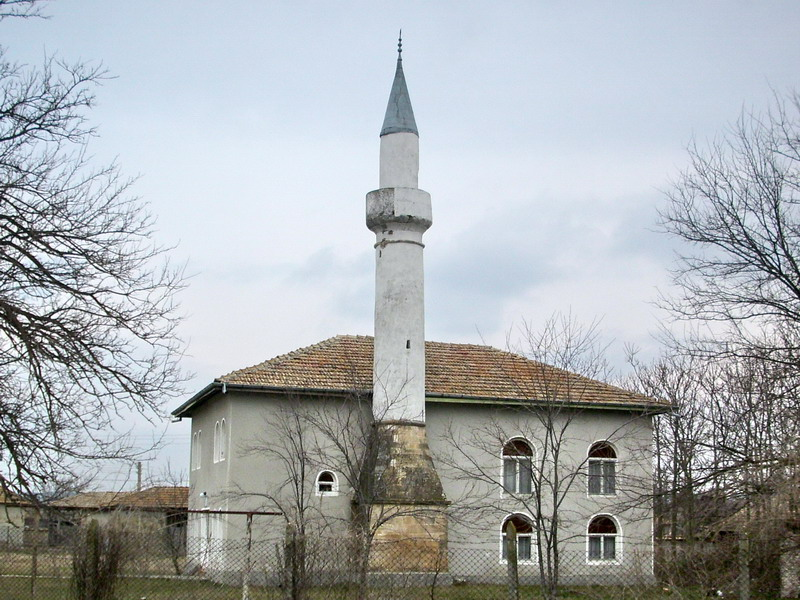
De moskee van Kardam